# Tschawdar Arsow
Tschawdar Arsow (bulgarisch Чавдар Арсов; * 7. Dezember 1986 in Sofia) ist ein ehemaliger bulgarischer Naturbahnrodler. Er startete von der Saison 2005/2006 bis zur Saison 2009/2010 sowohl im Einsitzer als auch im Doppelsitzer im Weltcup sowie bei Welt- und Europameisterschaften.

## Karriere
Tschawdar Arsow gab zu Beginn der Saison 2005/2006 sein Debüt im Weltcup. Im ersten Rennen in Longiarü wurde er 33. im Einsitzer, schied aber im Doppelsitzer aus. Im zweiten Rennen in Kindberg schied er im Einsitzer aus und belegte zusammen mit Yanislaw Urumow den elften und zugleich letzten Platz im Doppelsitzer. Anschließend nahm er an der Europameisterschaft 2006 in Umhausen teil, wo er 43. und Letzter im Einsitzer wurde, und an der Juniorenweltmeisterschaft 2006 in Garmisch-Partenkirchen, wo er als jeweils Vorletzter den 36. Platz im Einsitzer und zusammen mit Urumow den neunten Rang im Doppelsitzer belegte. An Weltcuprennen nahm er erst wieder in der Saison 2006/2007 teil. Während er im Einsitzer nur beim Finale in Moos in Passeier mit dem 37. und letzten Platz punkten konnte, erzielte er im Doppelsitzer mit Galabin Bozew bessere Ergebnisse. Sie nahmen an den letzten drei Saisonrennen teil, belegten die Plätze 10, 12 und 13 und wurden 14. im Gesamtweltcup.
In der Saison 2007/2008 erzielte Arsow seine besten Resultate im Gesamtweltcup, denn sowohl im Einsitzer als auch im Doppelsitzer nahm er zum einzigen Mal an allen sechs Weltcuprennen teil. Im Einsitzer war er mit Platzierungen um Platz 30 allerdings nur im Schlussfeld zu finden, im Gesamtweltcup wurde er 36. Auch im Doppelsitzer erzielte er mit Galabin Bozew meist nur Platzierungen unter den letzten drei, doch mit einem zwölften, drei zehnten und einem neunten Platz erreichte er im Doppelsitzer-Gesamtweltcup den achten Platz von 18 gewerteten Paaren. Ein Weltcuprennen bestritt er auch gemeinsam mit Petar Sawow, sie wurden Zwölfte im ersten Rennen von Umhausen. Wie im Weltcup war Arsow auch bei der Europameisterschaft 2008 in Olang nur unter den Letzten zu finden. Er belegte Platz 30 im Einsitzer und mit Bozew Rang 13 im Doppelsitzer.
In der Saison 2008/2009 nahmen Arsow/Bozew nur an einem Doppelsitzer-Weltcuprennen teil, kamen aber nicht ins Ziel. Im Einsitzer nahm Tschawdar Arsow an drei Weltcuprennen teil und erreichte mit Platz 26 in Unterammergau sein bestes Weltcupresultat. Im Gesamtweltcup erzielte er als 37. fast das Vorjahresergebnis. Bei der Weltmeisterschaft 2009 in Moos in Passeier wurde er 33. im Einsitzer, sowie als jeweils Letzter 13. im Doppelsitzer und Zehnter im Mannschaftswettbewerb. In der Saison 2009/2010 bestritt Arsow nur die ersten beiden Weltcuprennen in Nowouralsk. Im Einsitzer erzielte er wieder Platzierungen um Rang 30 und im Doppelsitzer kam er mit Petar Sawow auf Platz zehn im Auftaktrennen. Nach Dezember 2009 nahm Arsow an keinen internationalen Wettkämpfen mehr teil.

## Sportliche Erfolge

### Weltmeisterschaften
- Moos in Passeier 2009: 33. Einsitzer, 13. Doppelsitzer (mit Galabin Bozew), 10. Mannschaft

### Europameisterschaften
- Umhausen 2006: 43. Einsitzer
- Olang 2008: 30. Einsitzer, 13. Doppelsitzer (mit Galabin Bozew)

### Juniorenweltmeisterschaften
- Garmisch-Partenkirchen 2006: 36. Einsitzer, 9. Doppelsitzer (mit Yanislaw Urumow)

### Weltcup
- Einmal unter den besten zehn im Doppelsitzer-Gesamtweltcup
- Zweimal unter den besten 40 im Einsitzer-Gesamtweltcup
- Sechs Top-10-Platzierungen im Doppelsitzer
- Sieben Top-30-Platzierungen im Einsitzer